# James Denis Summers-Smith
James Denis Summers-Smith, né le 24 octobre 1920 à Glasgow, et mort le 5 mai 2020, est un ornithologue et ingénieur en mécanique britannique, spécialisé à la fois dans les Passeridae et en tribologie industrielle.

## Biographie
James Denis Summers-Smith a grandi à Glasgow, où il est né en 1920. Il passe de ses vacances à Donegal, dans le nord de l'Irlande, où son oncle, pasteur de campagne et naturaliste, l'enseigne sur les oiseaux. Pendant six ans au cours de la Seconde Guerre mondiale, Summers-Smith est officier des renseignements dans l'armée britannique sur la côte est de l'Angleterre. Il a alors peu de temps pour observer les oiseaux, sauf lorsqu'il surveille « les endroits susceptibles d'invasion », comme les marais Suffolk. Après la guerre, Summers-Smith commence une carrière en tant qu'ingénieur en mécanique pour l'Imperial Chemical Industries,. Son travail d'ingénieur lui permet de beaucoup voyager, et il utilise ces voyages à l'étranger comme des occasions d'étudier les moineaux.

### Carrière en tant qu'ornithologue
Il commence son étude sur le Moineau domestique en 1947. Il décide de faire une étude sérieuse sur une espèce d'oiseaux en particulier, et choisit celle-ci en raison de la difficulté de voyager à l'époque. Summers-Smith étudie le Moineau domestique dans un village du Hampshire, dans une ville près de Durham et éventuellement près de Guisborough, où il s'installe en 1961. Au cours de ces études, il se fait arrêter à deux reprises au petit matin pour avoir observé autour des zones habitées avec ses jumelles. Summers-Smith est l'un des membres fondateurs de son club d'oiseaux local en 1960, et écrit les instructions pour le British Trust for Ornithology et son premier recensement d'oiseaux de 1962. Son étude du Moineau domestique entraîne la parution d'un certain nombre d'articles dans des revues prestigieuses, et en 1963 sa monographie The House Sparrow est publiée dans le cadre de la série de monographies du New Naturalist,,. Après la publication de The House Sparrow, Summers-Smith commence à étudier les parents de l'espèce du genre Passer. Au cours de ces études, il visite des dizaines de pays, et effectue des observations sur toutes les espèces du genre à l'exception du Moineau de Socotra,. Ce travail de recherche globale a engendré une monographie sur le genre Passer en 1988 intitulée The Sparrows ainsi que sur le Moineau friquet en 1995 sous le titre de The Tree Sparrow, les deux ouvrages étant tous deux illustrés par Robert Gillmor. Il écrit également In Search of Sparrows, un compte rendu de son voyage dans le monde entier pour le recherche sur les moineaux. En 1992, Summers-Smith reçoit le Stamford Raffles Award de la Zoological Society of London pour son « travail de renommée mondiale sur les moineaux ».
Dans The House Sparrow, Summers-Smith prédit que le Moineau domestique aura « un avenir brillant », mais l'espèce connait un grave déclin dans de nombreuses régions du monde dès les années 1970. Summers-Smith étudie sérieusement cette diminution des effectifs, mais l'appelle « l'un des mystères de la faune la plus remarquable de ces cinquante dernières années ». Lorsqu'en 2000, le journal The Independent offre cinq mille livres sterling à qui parviendrait à expliquer le déclin du Moineau domestique, Summers-Smith sert d'arbitre. En 2008, le prix est décerné au Dr Kate Vincent de l'université De Montfort et plusieurs de ses collègues, qui ont montré que le déclin du Moineau domestique est dû à la baisse du nombre d'insectes.
En 2009, Summers-Smith signe une section du Handbook of the Birds of the World sur la famille des Passeridae.

## Publications
- (en) The House Sparrow, Londres, Collins, 1963
- (en) Introduction to Tribology in Industry, 1970
- (en) Tribology Problems in Process Industries, 1970
- (en) The Sparrows : a Study of the Genus Passer, Calton, T. & A.D. Poyser, 1988
- (en) In Search of Sparrows, Londres, T. & A.D. Poyser, 1992
- (en) An Introductory Guide to Industrial Tribology, 1994
- (en) The Tree Sparrow, 1995
- (en) A Tribology Casebook : a Lifetime in Tribology, 1997
- (en) On Sparrows and Man : a Love-Hate Relationship, 2006, 112 p.